# Donald-Olivier Sié
Donald-Olivier Sié (Abidjã, 3 de abril de 1970) é um ex-futebolista marfinense que atuava como meia.

## Carreira
Donald-Olivier Sié se profissionalizou no ASEC Mimosas.

## Seleção
Donald-Olivier Sié integrou a Seleção Marfinense de Futebol na Copa Rei Fahd de 1992, na Arábia Saudita.
Pela Seleção Marfinense, Sié jogou 42 partidas, marcando seis gols.

## Títulos
Costa do Marfim
- Copa das Nações Africanas: 1992